# 凯蒂·妮舍
凯蒂·妮舍（Kati Nescher；1984年12月12日—），德國超級名模。她是高級時裝品牌：Louis Vuitton、Chanel、Yves Saint Laurent的代言人。凯蒂上過V及British Vogue等雜誌封面或內頁，也有參與Dior、Versace、Prada等著名時裝及奢侈品的時裝展。凯蒂現在在Models.com的Top 50 Women中排第10名。